# ウォール・アウエ反応
ウォール・アウエ反応（英語: Wohl–Aue reaction）は、塩基性条件下で芳香族ニトロ化合物とアニリンからフェナジンを合成する化学反応である。この反応は、アルフレッド・ウォールとW・アウエによって命名された。例えば、ニトロベンゼンとアニリンとの反応がある。

反応機構